# 정자 관련 항원 8
정자 관련 항원 8(Sperm-associated antigen 8)은 인간에서 SPAG8 유전자에 의해 암호화되는 단백질이다.
항정자 항체와 설명 할 수 없는 불임의 경우의 상관 관계는 수정을 차단하는 데 있어 정자 관련 항원 8의 역할을 암시한다. 면역학적 불임의 개선된 진단 및 치료와 표적 피임을 위한 단백질 식별은 관련 정자 항원의 식별 및 특성화에 달려있다. 이 유전자에 의해 암호화된 단백질은 불임 여성의 정자 응집 항체에 의해 인식된다. 이 단백질은 정자 형성의 모든 단계에서 고환의 생식 세포에 국한되어 있으며 성숙한 정자의 첨체 부위에 국한되어 있다. 다른 단백질 동형을 암호화하는 대안적 스플라이싱 된 변이체가 설명되었지만 2개의 서열 만이 결정되었다.